# Hiệp hội Futsal Thế giới
Hiệp hội Futsal Thế giới (tiếng Tây Ban Nha: Asociación Mundial de Futsal  - AMF) là cơ quan quản lý môn futsal trên toàn thế giới với trụ sở chính tại Asuncion, Paraguay. Hiệp hội được thành lập vào ngày 25 tháng 7 năm 1971 với tên gọi Liên đoàn Futsal Quốc tế (FIFUSA) tại Rio de Janeiro, Brazil; vào ngày 1 tháng 12 năm 2002, tổ chức này được đổi tên thành Hiệp hội Futsal Thế giới (Asociación Mundial de Futsal).

## Lịch sử
Futsal được bắt nguồn tại Montevideo, Uruguay vào năm 1930 bởi Juan Carlos Ceriani. Năm 1965, Liên đoàn Futsal Nam Mỹ được thành lập, bao gồm Uruguay, Paraguay, Peru, Argentina và Brazil.
Môn thể thao này bắt đầu lan rộng khắp Nam Mỹ, dẫn đến sự ra đời của FIFUSA (Federación Internacional de Fútbol de Salón - Liên đoàn Bóng đá trong nhà Quốc tế) vào năm 1971, bao gồm Argentina, Bolivia, Brazil, Paraguay, Peru, Bồ Đào Nha và Uruguay, cùng với Giải vô địch thế giới. Giải vô địch thế giới FIFUSA đầu tiên được tổ chức tại São Paulo, chủ nhà Brazil bước lên ngôi vô địch trước Paraguay và Uruguay. Nhiều quốc gia khác đã tham dự Giải vô địch thế giới lần thứ hai được tổ chức tại Madrid vào năm 1985.
Do tranh chấp giữa FIFA và FIFUSA về cái tên fútbol, FIFUSA đã đăng ký tên futsal vào năm 1985 (tại Madrid, Tây Ban Nha). Vào những năm 1990, FIFA muốn quảng bá và phổ biến phiên bản bóng đá trong nhà của riêng mình, khác với phiên bản gốc được chơi ở các nước Nam Mỹ, nhưng đã không tìm được thỏa thuận với FIFUSA tại Đại hội Rio de Janeiro năm 1989. Một nỗ lực thỏa thuận đã diễn ra vào năm 2000 tại Guatemala khi nước này tổ chức giải Fútsal World Championship lần thứ tư.
Năm 2002, FIFUSA được đổi tên thành Hiệp hội Futsal Thế giới - AMF .

## Tổ chức
| Liên đoàn                                               | Châu lục                   |
| ------------------------------------------------------- | -------------------------- |
| Liên đoàn Futsal Châu Phi (CAFUSA)                      | Châu Phi                   |
| Liên đoàn Futsal Châu Á (CAFS)                          | Châu Á                     |
| Liên đoàn Futsal Châu Âu (FEF)                          | Châu Âu                    |
| Liên đoàn Futsal Bắc, Trung Mỹ và Caribe (CONCACFUTSAL) | Bắc Mỹ, Trung Mỹ và Caribe |
| Liên đoàn Futsal Châu Đại Dương (OFC)                   | Châu Đại Dương             |
| Liên đoàn Futsal Liên châu Mỹ (CPFS/PANAFUTSAL)         | Nam Mỹ                     |
| Liên đoàn Futsal Nam Mỹ (CSFS)                          | Nam Mỹ                     |

## Giải đấu
AMF và các liên đoàn thành viên là đơn vị tổ chức các giải đấu futsal trên toàn thế giới. AMF Futsal World Cup được tổ chức bốn năm một lần, kỳ đầu tiên được tổ chức vào năm 1982.
Giải vô địch futsal nữ thế giới lần đầu tiên được tổ chức vào năm 2008. Năm 2017, đội tuyển nữ Brazil trở thành quốc gia không phải chủ nhà đầu tiên giành chức vô địch thế giới.

### Danh hiệu hiện tại
| Giải                         | Năm                      | Nhà vô địch              | Danh hiệu                | Á quân                   | Kỳ tiếp theo             |
| Đội tuyển quốc gia (Nam)     | Đội tuyển quốc gia (Nam) | Đội tuyển quốc gia (Nam) | Đội tuyển quốc gia (Nam) | Đội tuyển quốc gia (Nam) | Đội tuyển quốc gia (Nam) |
| ---------------------------- | ------------------------ | ------------------------ | ------------------------ | ------------------------ | ------------------------ |
| AMF Futsal World Cup         | 2019                     | Argentina                | Thứ 2                    | Brasil                   | 2023                     |
| Đội tuyển quốc gia (Nữ)      |                          |                          |                          |                          |                          |
| AMF Futsal Women's World Cup | 2017                     | Brasil                   | Lần đầu tiên             | Argentina                | 2021                     |